# Papaichton
Papaichton is een gemeente in Frans-Guyana. In het Frans wordt het vaak met trema geschreven als Papaïchton. De gemeente telde 5.530 inwoners op 1 januari 2022. De naamgevende hoofdplaats van de gemeente is gelegen is aan de Lawa, een bovenloop van de Marowijne die in het Frans Maroni wordt genoemd en de grens met Suriname vormt.
Het hoofddorp was een tijd de zetel van de granman van de Aluku-Marrons, een groep uit Suriname gevluchte slaven, en heet officieel Papaichton-Pompidouville. Het dorp is vernoemd naar president Georges Pompidou die in 1971 granman Tolinga van de Aluku uitnodigde op het Élysée.

## Geschiedenis
De Aluku-Marrons waren gevluchte slaven uit Suriname. Onder leiding van Boni probeerden ze een autonome staat te stichten, maar werden door de kolonie van Suriname aangevallen. In 1791 was het volk uit Suriname verjaagd, en vestigde zich in Gaan Day. Cottica, dat officieel behoort tot Suriname, werd later de zetel van de granman. Op 25 mei 1891 kozen de Aluku het Frans staatsburgerschap.
In 1930 werd Papaichton een onderdeel van Inini, een niet-zelfstandig gebied dat rechtstreeks door de gouverneur werd bestuurd. In 1969 werd de commune (gemeente) Papaichton/Grand Santi/Apatou opgericht en kreeg het gebied een democratisch bestuur met burgemeester en wethouders. In 1993 werd Papaichton een zelfstandige gemeente.
Papaichton was zeer dunbevolkt met 297 inwoners in een gebied van 2,628 km² in 1982, maar is fors gestegen naar 5,757 inwoners in 2019.

## Transport
Papaichton is alleen te bereiken via het vliegveld van Maripasoula of per boot via de Marowijne.
In april 2020 is de constructie van een verharde hoofdweg van Maripasoula naar Papaichton gestart. De weg zou eind 2021 klaar zijn, maar was medio 2022 nog niet gereed. Het plan is de weg verder door te trekken naar Apatou en beide gemeentes te verbinden met het wegennetwerk van Frans-Guyana.

## Natuur

### Abattis Cottica

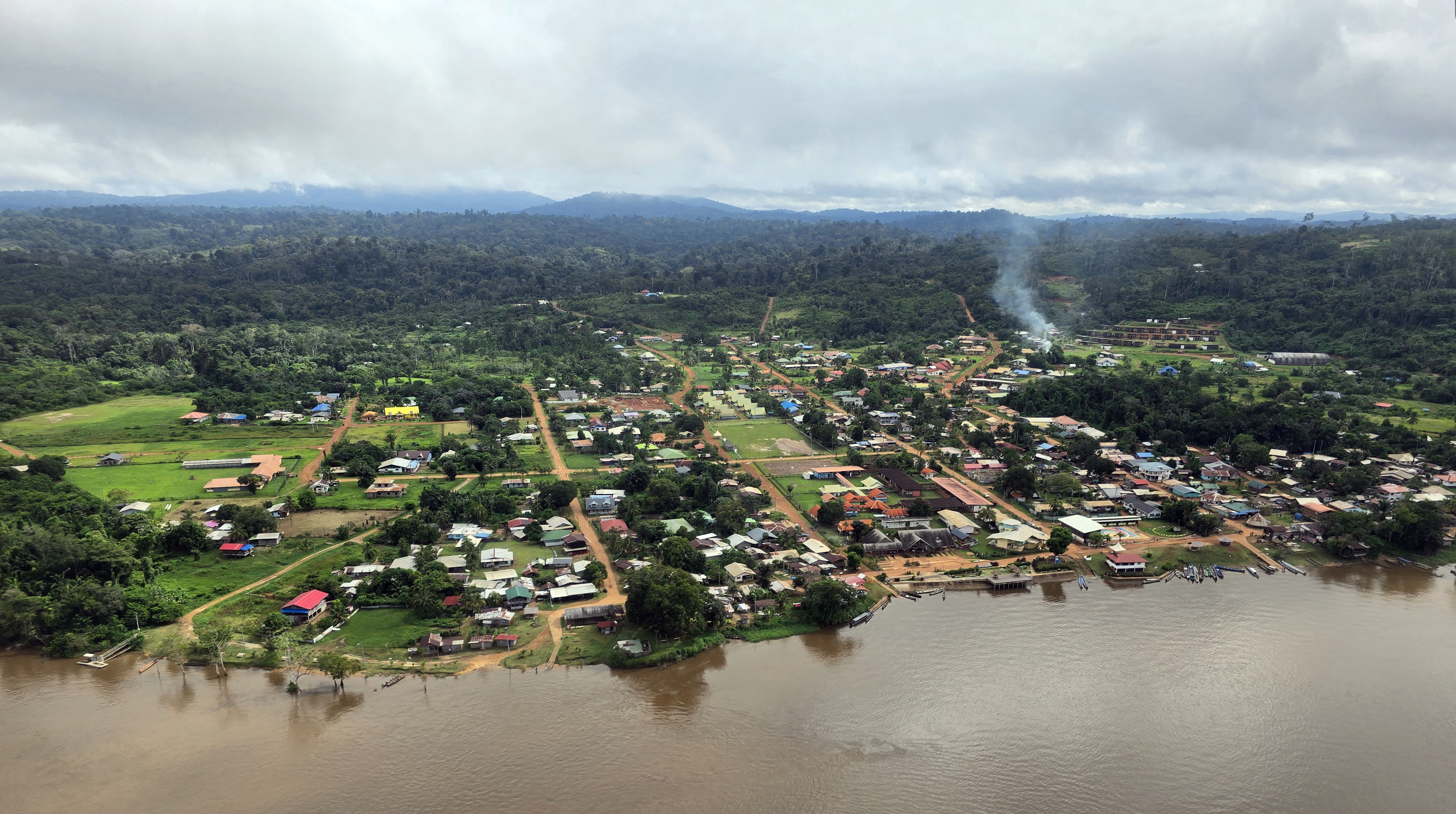
Foto van het dorp Papaïchton met bergen op de achtergrond.

In de gemeente Papaichton passeert de Lawa een berggebied. In het Cotticagebergte stromen wilde kreken met watervallen door het dichte regenwoud naar de rivier. Nadat de bergen gepasseerd zijn, wordt de Lawa breder en splitst zich in vele parallelle stromen met soulas (stroomversnellingen) en grote riviereilanden. Het natuurgebied wordt Abattis Cottica genoemd en is sinds 2014 een beschermd gebied. De hoogste piek is de Cottica met een hoogte van 744 meter.

## Dorpen

### Papaichton-Pompidou
Papaichton-Pompidou werd reeds in 1895 gesticht door granman Ochi, en werd de hoofdplaats in 1965.

### Gaan Day
Gaan Day, ook: Gaa Daï, (4° 1′ NB, 54° 19′ WL) de eerste vestigingsplaats nadat de Aluku uit Suriname waren verjaagd.

### Abouna Sounga
Abouna Sounga, ook: Abunasunga (4° 4′ NB, 54° 22′ WL) werd toegekend aan de Aluku nadat in 1860 een vredesverdrag was gesloten met de Aukaners. De soula Abouna Sounga vormt de noordgrens van het Alukugebied. De zuidgrens is de samenvloeiing van de Litanirivier en de Marouinirivier in de Lawarivier.

### Boniville
Boniville, ook Agoodé (3° 50′ NB, 54° 11′ WL) was de hoofdplaats en zetel van de granman van 1895 tot 1965.

### L'Enfant Perdu
L'Enfant Perdu (3° 51′ NB, 54° 13′ WL) is een dorp op een eiland tegenover het Surinaamse dorpje Cottica. Aan de Franse oever begint het Cotticagebergte.

### Assissi
Assissi ligt op een eiland en New Assissi aan land, met stroomafwaarts Loka.

## Geboren in Papaichton
- Apatou (1833–1908), gids en kapitein (dorpshoofd)[19]

## Galerij

Gonini-expeditie bezoekt L'Enfant Perdu (1903)
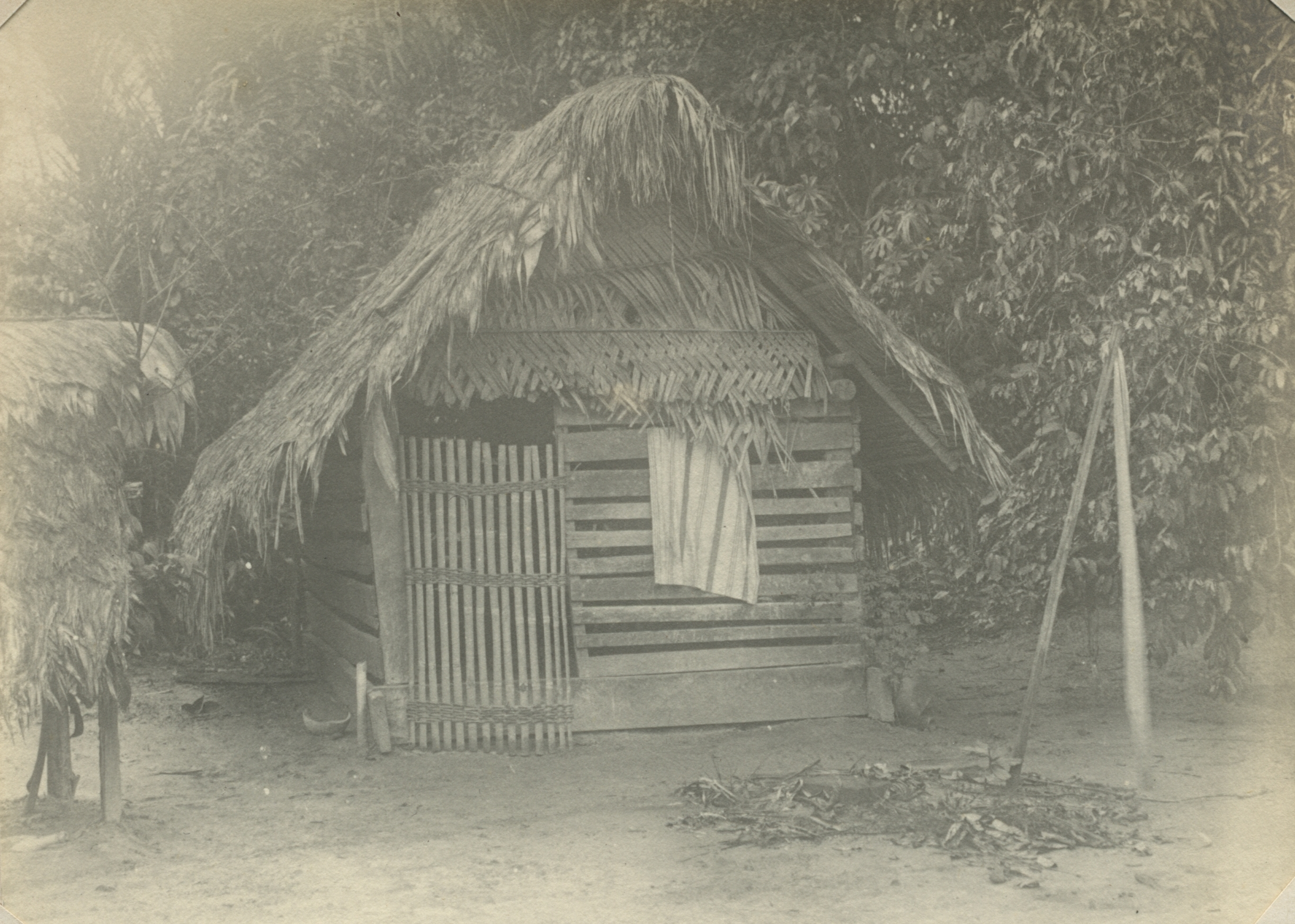
Winti-hut in Boniville (1903)
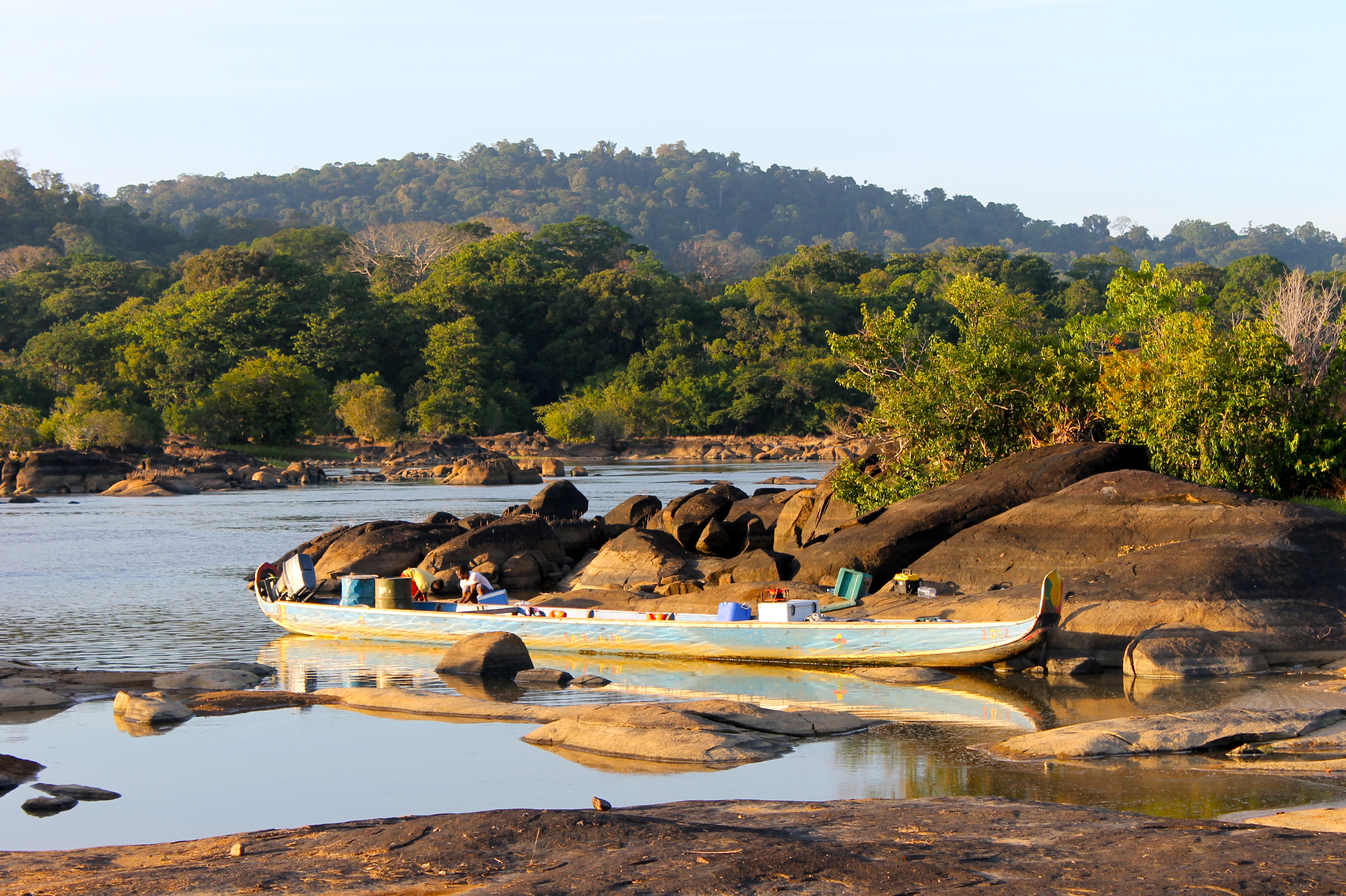
Abattis Cottica
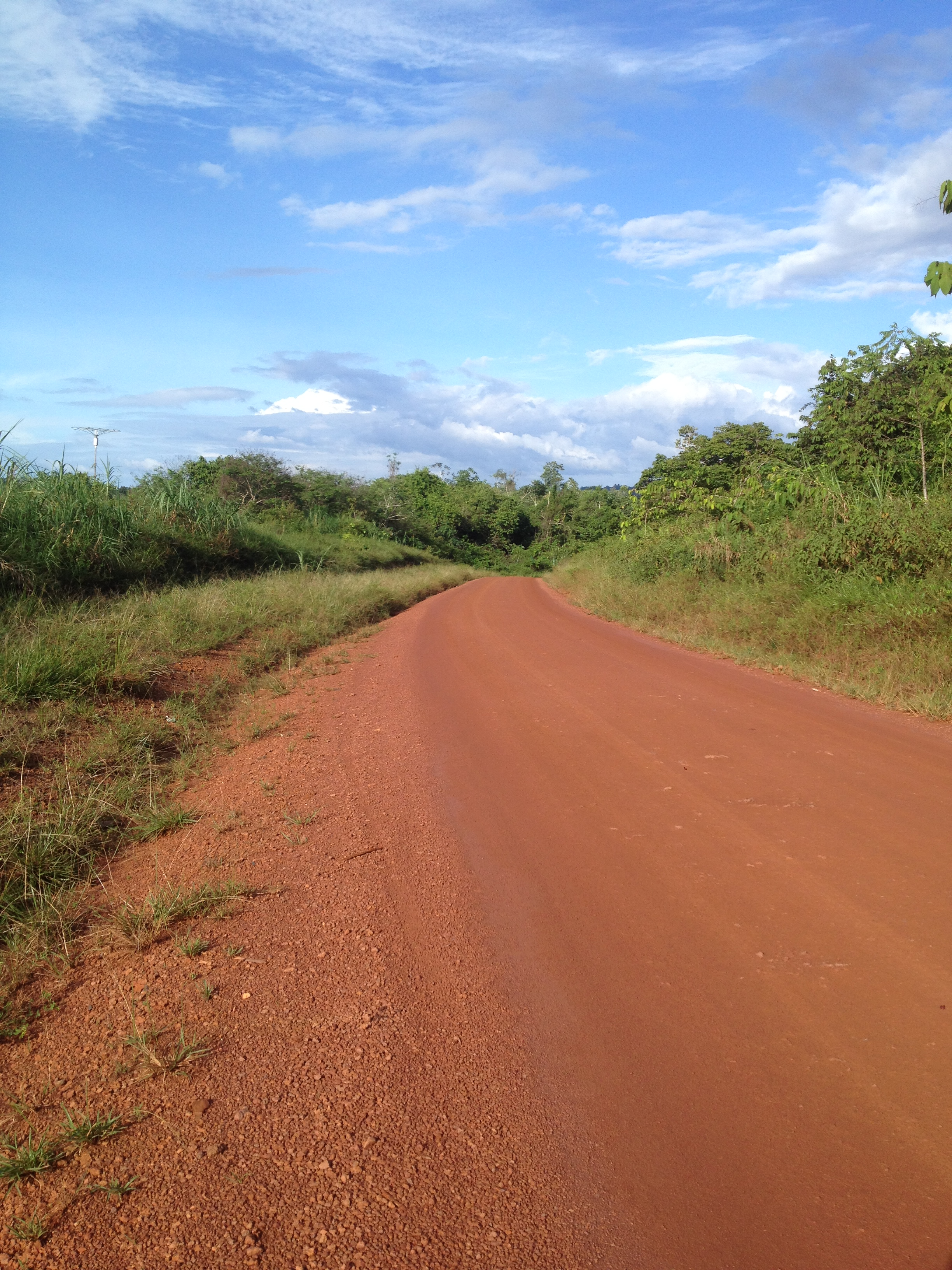
Weg van Maripasoula naar Papaichton